# Belve
Belve è un programma televisivo italiano di genere talk show, curato e condotto da Francesca Fagnani e realizzato da Rai in collaborazione con Fremantle Italia.
Il programma è andato in onda su Nove dal 14 marzo 2018 al 21 giugno 2019, per poi spostarsi su Rai 2 dal 14 maggio 2021. È andato in onda in seconda serata per le prime sette edizioni, per poi approdare in prima serata a partire dall'ottava edizione, andata in onda dal 21 febbraio al 21 marzo 2023.

## Il programma
Il programma consiste in un'intervista vis-à-vis tra la conduttrice e una "belva", una personalità forte del mondo dello spettacolo, della politica o della cronaca. 
Nelle prime stagioni prevedeva la presenza di due ospiti intervistati, a puntata, con qualche eccezione. Inoltre gli ospiti erano prevalentemente donne, con qualche "quota azzurra". Al termine della quinta e settima edizione, è andata in onda una puntata speciale, dal titolo Belve - Cult, ripercorrendo il meglio dalle varie interviste trasmesse. Col passaggio alla prima serata le interviste sono passate a tre o quattro a serata, intervallate da alcune apparizioni di ospiti e filmati di corredo; inoltre il rapporto tra uomini e donne si è assestato verso una parità. In prima serata è inoltre presente il pubblico in studio. A fine puntata sono trasmessi alcuni brevi fuorionda tra la conduttrice e gli ospiti.
Nella nona edizione la conduttrice viene affiancata da un cast fisso composto dal comico ed imitatore Vincenzo De Lucia, nelle vesti di una cartomante che accoglie ospiti speciali in studio e interpreta le carte per loro, dal duo Eterobasiche, composto da Valeria De Angelis e Maria Chiara Cicolani, e la creazione di uno "spazio di libera arte" per attori, comici e personalità dello spettacolo, i quali offrono al pubblico performance inedite nel corso della puntata.
La sigla del programma è L'appuntamento di Ornella Vanoni.

## Edizioni
| Edizione | Conduzione        | Periodo           | Periodo          | Puntate | Cast               | Cast               | Studio                                          | Emittente | Emittente  | Regia          |
| Edizione | Conduzione        | Inizio            | Fine             | Puntate | Cast               | Cast               | Studio                                          | Rete      | Streaming  | Regia          |
| -------- | ----------------- | ----------------- | ---------------- | ------- | ------------------ | ------------------ | ----------------------------------------------- | --------- | ---------- | -------------- |
| 1ª       | Francesca Fagnani | 14 marzo 2018     | 4 aprile 2018    | 4       | Non presente       | Non presente       | Cherubini Studios, Bologna                      | Nove      | Dplay      | Matteo Forzano |
| 2ª       | Francesca Fagnani | 15 giugno 2018    | 6 luglio 2018    | 4       | Non presente       | Non presente       | Cherubini Studios, Bologna                      | Nove      | Dplay      | Matteo Forzano |
| 3ª       | Francesca Fagnani | 14 dicembre 2018  | 28 dicembre 2018 | 3       | Non presente       | Non presente       | Cherubini Studios, Bologna                      | Nove      | Dplay      | Matteo Forzano |
| 4ª       | Francesca Fagnani | 31 maggio 2019    | 21 giugno 2019   | 4       | Non presente       | Non presente       | Cherubini Studios, Bologna                      | Nove      | Dplay Plus | Matteo Forzano |
| 5ª       | Francesca Fagnani | 14 maggio 2021    | 9 luglio 2021    | 9       | Non presente       | Non presente       | Studio 3 degli Studi televisivi Fabrizio Frizzi | Rai 2     | RaiPlay    | Flavia Unfer   |
| 6ª       | Francesca Fagnani | 18 febbraio 2022  | 22 aprile 2022   | 9       | Non presente       | Non presente       | Studio 3 degli Studi televisivi Fabrizio Frizzi | Rai 2     | RaiPlay    | Flavia Unfer   |
| 7ª       | Francesca Fagnani | 1º novembre 2022  | 23 novembre 2022 | 9       | Non presente       | Non presente       | Studio 3 degli Studi televisivi Fabrizio Frizzi | Rai 2     | RaiPlay    | Mauro Stancati |
| 8ª       | Francesca Fagnani | 21 febbraio 2023  | 21 marzo 2023    | 5       | Cristina Di Tella  | Eterobasiche       | Lumina Studios                                  | Rai 2     | RaiPlay    | Duccio Forzano |
| 9ª       | Francesca Fagnani | 26 settembre 2023 | 24 ottobre 2023  | 5       | Vincenzo De Lucia  | Eterobasiche       | Studio 3 degli Studi televisivi Fabrizio Frizzi | Rai 2     | RaiPlay    | Mauro Stancati |
| 10ª      | Francesca Fagnani | 2 aprile 2024     | 30 aprile 2024   | 5       | Carmine Del Grosso | Carmine Del Grosso | Studio 3 degli Studi televisivi Fabrizio Frizzi | Rai 2     | RaiPlay    | Mauro Stancati |
| 11ª      | Francesca Fagnani | 19 novembre 2024  | 17 dicembre 2024 | 5       | Carmine Del Grosso | Carmine Del Grosso | Studio 3 degli Studi televisivi Fabrizio Frizzi | Rai 2     | RaiPlay    | Mauro Stancati |
| 12ª      | Francesca Fagnani | 29 aprile 2025    | 3 giugno 2025    | 5       | Serena Brancale    | Serena Brancale    | Studio 3 degli Studi televisivi Fabrizio Frizzi | Rai 2     | RaiPlay    | Mauro Stancati |

## Puntate

### Prima edizione
| Puntata | Messa in onda | Intervistati                  | Ascolti TV     | Ascolti TV | Ascolti TV |
| Puntata | Messa in onda | Intervistati                  | Telespettatori | Share      | Fonte      |
| ------- | ------------- | ----------------------------- | -------------- | ---------- | ---------- |
| 1       | 14 marzo 2018 | Annamaria Bernardini de Pace  | 199 000        | 1,3%       | [ 5 ]      |
| 1       | 14 marzo 2018 | Adriana Faranda               | 96 000         | 0,9%       | [ 5 ]      |
| 2       | 21 marzo 2018 | Alessandra Mussolini          | 181 000        | 1,2%       | [ 6 ]      |
| 2       | 21 marzo 2018 | Francesca Immacolata Chaouqui | 89 000         | 0,8%       | [ 6 ]      |
| 3       | 28 marzo 2018 | Roberta Bruzzone              | –              | –          | –          |
| 3       | 28 marzo 2018 | Cristina Pinto                | –              | –          | –          |
| 4       | 4 aprile 2018 | Giuliana De Sio               | 173 000        | 1,2%       | [ 7 ]      |
| 4       | 4 aprile 2018 | Marina Cicogna                | 100 000        | 0,9%       | [ 7 ]      |
| Media   | Media         | Media                         | 140 000        | 1,05%      | –          |

### Seconda edizione
| Puntata | Messa in onda  | Intervistati      | Ascolti TV     | Ascolti TV | Ascolti TV |
| Puntata | Messa in onda  | Intervistati      | Telespettatori | Share      | Fonte      |
| ------- | -------------- | ----------------- | -------------- | ---------- | ---------- |
| 1       | 15 giugno 2018 | Simona Ventura    | 244 000        | 1,3%       | [ 8 ]      |
| 2       | 22 giugno 2018 | Alda D'Eusanio    | 224 000        | 1,3%       | [ 9 ]      |
| 3       | 29 giugno 2018 | Claudia Gerini    | 154 000        | 0,9%       | [ 10 ]     |
| 4       | 6 luglio 2018  | Katia Ricciarelli | 179 000        | 1,1%       | [ 11 ]     |
| Media   | Media          | Media             | 200 000        | 1,15%      | –          |

### Terza edizione
| Puntata | Messa in onda    | Intervistati       | Ascolti TV     | Ascolti TV | Ascolti TV |
| Puntata | Messa in onda    | Intervistati       | Telespettatori | Share      | Fonte      |
| ------- | ---------------- | ------------------ | -------------- | ---------- | ---------- |
| 1       | 14 dicembre 2018 | Alfonso Signorini  | 293 000        | 1,7%       | [ 12 ]     |
| 1       | 14 dicembre 2018 | Nunzia De Girolamo | 149 000        | 1,3%       | [ 12 ]     |
| 2       | 21 dicembre 2018 | Giorgia Meloni     | 322 000        | 1,7%       | [ 13 ]     |
| 2       | 21 dicembre 2018 | Annalisa Chirico   | 204 000        | 1,4%       | [ 13 ]     |
| 3       | 28 dicembre 2018 | Paola Turci        | –              | –          | –          |
| 3       | 28 dicembre 2018 | Marisela Federici  | –              | –          | –          |
| Media   | Media            | Media              | 242 000        | 1,53%      | –          |

### Quarta edizione
| Puntata | Messa in onda  | Intervistati          | Intervistati       | Ascolti TV     | Ascolti TV | Ascolti TV |
| Puntata | Messa in onda  | Intervistati          | Intervistati       | Telespettatori | Share      | Fonte      |
| ------- | -------------- | --------------------- | ------------------ | -------------- | ---------- | ---------- |
| 1       | 31 maggio 2019 | Mara Carfagna         | Alba Parietti      | 230 000        | 1,3%       | [ 14 ]     |
| 2       | 7 giugno 2019  | Maria Giovanna Maglie | Andrea Delogu      | –              | –          | –          |
| 3       | 14 giugno 2019 | Barbara Palombelli    | Elisa Di Francisca | –              | –          | –          |
| 4       | 21 giugno 2019 | Massimo Giletti       | Daniela Santanchè  | 185 000        | 2,4%       | [ 15 ]     |
| Media   | Media          | Media                 | Media              | 208 000        | 1,85%      | –          |

### Quinta edizione
| Puntata | Messa in onda  | Intervistati            | Intervistati            | Ascolti TV     | Ascolti TV | Ascolti TV |
| Puntata | Messa in onda  | Intervistati            | Intervistati            | Telespettatori | Share      | Fonte      |
| ------- | -------------- | ----------------------- | ----------------------- | -------------- | ---------- | ---------- |
| 1       | 14 maggio 2021 | Rosalinda Celentano     | Arisa                   | 512 000        | 3,0%       | [ 16 ]     |
| 2       | 21 maggio 2021 | Bianca Berlinguer       | Sonia Bruganelli        | 465 000        | 2,8%       | [ 17 ]     |
| 3       | 28 maggio 2021 | Sabina Began            | Barbara Alberti         | 540 000        | 3,3%       | [ 18 ]     |
| 4       | 4 giugno 2021  | Anna Carrino            | Laura Ravetto           | 382 000        | 2,7%       | [ 19 ]     |
| 5       | 11 giugno 2021 | Anna Tatangelo          | Marco Travaglio         | 586 000        | 3,9%       | [ 20 ]     |
| 6       | 18 giugno 2021 | Asia Argento            | Melania Rizzoli         | 648 000        | 5,2%       | [ 21 ]     |
| 7       | 25 giugno 2021 | Matteo Renzi            | Virginia Raggi          | 516 000        | 4,1%       | [ 22 ]     |
| 8       | 2 luglio 2021  | Paola Perego            | Vittoria Schisano       | 488 000        | 3,2%       | [ 23 ]     |
| 9       | 9 luglio 2021  | Antonella Elia          | Chiara Francini         | 529 000        | 4,3%       | [ 24 ]     |
| Media   | Media          | Media                   | Media                   | 518 000        | 3,61%      | –          |
| Cult    | 16 luglio 2021 | Il meglio dell'edizione | Il meglio dell'edizione | 327 000        | 3,7%       | [ 25 ]     |

### Sesta edizione
| Puntata | Messa in onda    | Intervistati      | Intervistati      | Intervistati      | Intervistati                   | Intervistati                   | Intervistati                   | Ascolti        | Ascolti | Ascolti       |
| Puntata | Messa in onda    | Intervistati      | Intervistati      | Intervistati      | Intervistati                   | Intervistati                   | Intervistati                   | Telespettatori | Share   | Fonte         |
| ------- | ---------------- | ----------------- | ----------------- | ----------------- | ------------------------------ | ------------------------------ | ------------------------------ | -------------- | ------- | ------------- |
| 1       | 18 febbraio 2022 | Paola Ferrari     | Paola Ferrari     | Paola Ferrari     | Pamela Prati                   | Pamela Prati                   | Pamela Prati                   | 438 000        | 2,88%   | [ 26 ] [ 27 ] |
| 2       | 25 febbraio 2022 | Morgan            | Morgan            | Morgan            | Cristina Pinto                 | Cristina Pinto                 | Cristina Pinto                 | 416 000        | 2,73%   | [ 28 ] [ 29 ] |
| 3       | 4 marzo 2022     | Paola Taverna     | Paola Taverna     | Paola Taverna     | Monica Guerritore              | Monica Guerritore              | Monica Guerritore              | 370 000        | 2,37%   | [ 30 ] [ 31 ] |
| 4       | 11 marzo 2022    | Serena Grandi     | Serena Grandi     | Serena Grandi     | Roberta Bruzzone               | Roberta Bruzzone               | Roberta Bruzzone               | 399 000        | 2,73%   | [ 32 ] [ 33 ] |
| 5       | 18 marzo 2022    | Valeria Marini    | Valeria Marini    | Valeria Marini    | Aurora Ramazzotti              | Aurora Ramazzotti              | Aurora Ramazzotti              | 392 000        | 3,35%   | [ 34 ] [ 35 ] |
| 6       | 25 marzo 2022    | Ornella Muti      | Ornella Muti      | Ornella Muti      | Filomena "Malena" Mastromarino | Filomena "Malena" Mastromarino | Filomena "Malena" Mastromarino | 455 000        | 3,15%   | [ 36 ] [ 37 ] |
| 7       | 1º aprile 2022   | Ilary Blasi       | Ilary Blasi       | Ilary Blasi       | Irma Testa                     | Irma Testa                     | Irma Testa                     | 463 000        | 2,96%   | [ 38 ] [ 39 ] |
| 8       | 8 aprile 2022    | Donatella Rettore | Donatella Rettore | Donatella Rettore | Paola Barale                   | Paola Barale                   | Paola Barale                   | 455 000        | 3,13%   | [ 40 ] [ 41 ] |
| 9       | 22 aprile 2022   | Rita Rusić        | Rita Rusić        | Teo Teocoli       | Teo Teocoli                    | Martina Caironi                | Martina Caironi                | 537 000        | 3,61%   | [ 43 ] [ 44 ] |
| Media   | Media            | Media             | Media             | Media             | Media                          | Media                          | Media                          | 436 000        | 2,99%   | –             |

### Settima edizione
| Puntata | Messa in onda    | Intervistati            | Intervistati                 | Ascolti        | Ascolti | Ascolti       |
| Puntata | Messa in onda    | Intervistati            | Intervistati                 | Telespettatori | Share   | Fonte         |
| ------- | ---------------- | ----------------------- | ---------------------------- | -------------- | ------- | ------------- |
| 1       | 1º novembre 2022 | Wanna Marchi            | Eva Robin's                  | 369 000        | 5,84%   | [ 45 ] [ 46 ] |
| 2       | 2 novembre 2022  | Nina Morić              | Michele Bravi                | 457 000        | 3,92%   | [ 47 ] [ 48 ] |
| 3       | 3 novembre 2022  | Floriana Secondi        | Monica Graziana Contrafatto  | 169 000        | 2,47%   | [ 49 ]        |
| 4       | 8 novembre 2022  | Alessandra Celentano    | Eva Grimaldi                 | 373 000        | 5,82%   | [ 50 ]        |
| 5       | 9 novembre 2022  | Vera Gemma              | Alessandro Di Battista       | 446 000        | 3,7%    | [ 51 ]        |
| 6       | 15 novembre 2022 | Rocco Siffredi          | Anna Foglietta               | 332 000        | 5,07%   | [ 52 ]        |
| 7       | 16 novembre 2022 | J-Ax                    | Annamaria Bernardini de Pace | 546 000        | 4,70%   | [ 53 ]        |
| 8       | 22 novembre 2022 | Noemi                   | Nancy Brilli                 | 329 000        | 4,99%   | [ 54 ]        |
| 9       | 23 novembre 2022 | Massimo Ferrero         | Massimo Ferrero              | 620 000        | 4,60%   | [ 55 ]        |
| Media   | Media            | Media                   | Media                        | 405 000        | 4,57%   | –             |
| Cult    | 23 novembre 2022 | Il meglio dell'edizione | Il meglio dell'edizione      | 438 000        | 5,18%   | [ 55 ]        |

### Ottava edizione
| Puntata | Messa in onda    | Intervistati    | Intervistati         | Intervistati         | Intervistati     | Comici         | Comici            | Ascolti        | Ascolti | Ascolti       |
| Puntata | Messa in onda    | Intervistati    | Intervistati         | Intervistati         | Intervistati     | Comici         | Comici            | Telespettatori | Share   | Fonte         |
| ------- | ---------------- | --------------- | -------------------- | -------------------- | ---------------- | -------------- | ----------------- | -------------- | ------- | ------------- |
| 1       | 21 febbraio 2023 | Anna Oxa        | Wanda Nara           | Naike Rivelli        | Ignazio La Russa | -              | -                 | 839 000        | 4,53%   | [ 56 ]        |
| 2       | 28 febbraio 2023 | Massimo Giletti | Carolina Crescentini | Carolina Crescentini | Rocco Casalino   | Ubaldo Pantani | Michela Andreozzi | 814 000        | 4,48%   | [ 57 ]        |
| 3       | 7 marzo 2023     | Al Bano         | Bianca Balti         | Bianca Balti         | Giacomo Urtis    | -              | Michela Andreozzi | 1 061 000      | 5,85%   | [ 58 ]        |
| 4       | 14 marzo 2023    | Gabriel Garko   | Concita De Gregorio  | Concita De Gregorio  | Heather Parisi   | -              | Michela Andreozzi | 1 062 000      | 5,45%   | [ 59 ]        |
| 5       | 21 marzo 2023    | Ornella Vanoni  | Claudio Amendola     | Claudio Amendola     | Claudia Pandolfi | -              | Michela Andreozzi | 1 209 000      | 7,26%   | [ 60 ] [ 61 ] |
| Media   | Media            | Media           | Media                | Media                | Media            | Media          | Media             | 997 000        | 5,51%   |               |

### Nona edizione
| Puntata | Messa in onda     | Intervistati       | Intervistati           | Intervistati                 | Ospite           | Comico             | Ascolti        | Ascolti | Ascolti |
| Puntata | Messa in onda     | Intervistati       | Intervistati           | Intervistati                 | Ospite           | Comico             | Telespettatori | Share   | Fonte   |
| ------- | ----------------- | ------------------ | ---------------------- | ---------------------------- | ---------------- | ------------------ | -------------- | ------- | ------- |
| 1       | 26 settembre 2023 | Stefano De Martino | Arisa                  | Fabrizio Corona              | Chiara Gamberale | Valerio Lundini    | 1 637 000      | 10,00%  | [ 62 ]  |
| 2       | 3 ottobre 2023    | Raoul Bova         | Patty Pravo            | Emanuele Filiberto di Savoia | David Parenzo    | Caterina Guzzanti  | 1 101 000      | 6,30%   | [ 63 ]  |
| 3       | 10 ottobre 2023   | Emma Bonino        | Federico Fashion Style | Stefania Nobile              | Tommaso Labate   | Michela Andreozzi  | 1 235 000      | 7,71%   | [ 64 ]  |
| 4       | 17 ottobre 2023   | Ivana Spagna       | Eva Riccobono          | Antonio Conte                | Dario Fabbri     | Carmine Del Grosso | 1 036 000      | 6,06%   | [ 65 ]  |
| 5       | 24 ottobre 2023   | Isabella Ferrari   | Alba Parietti          | Melissa Satta                | Monica Giandotti | Carmine Del Grosso | 923 000        | 5,79%   | [ 66 ]  |
| Media   | Media             | Media              | Media                  | Media                        | Media            | Media              | 1 186 000      | 7,17%   |         |

### Decima edizione
| Puntata | Messa in onda  | Intervistati      | Intervistati      | Intervistati       | Ospite         | Ascolti        | Ascolti | Ascolti |
| Puntata | Messa in onda  | Intervistati      | Intervistati      | Intervistati       | Ospite         | Telespettatori | Share   | Fonte   |
| ------- | -------------- | ----------------- | ----------------- | ------------------ | -------------- | -------------- | ------- | ------- |
| 1       | 2 aprile 2024  | Loredana Bertè    | Carla Bruni       | Matteo Salvini     | Paola Turci    | 1 815 000      | 10,38%  | [ 67 ]  |
| 2       | 9 aprile 2024  | Fedez             | Alessandro Borghi | Francesca Cipriani | Raiz           | 2 213 000      | 12,55%  | [ 68 ]  |
| 3       | 16 aprile 2024 | Marcella Bella    | Simona Ventura    | Ilenia Pastorelli  | Claudia Gerini | 1 703 000      | 9,27%   | [ 69 ]  |
| 4       | 23 aprile 2024 | Antonella Clerici | Lory Del Santo    | Margherita Buy     | Leo Gassmann   | 1 778 000      | 10,25%  | [ 70 ]  |
| 5       | 30 aprile 2024 | Francesca Pascale | Mara Maionchi     | Piero Chiambretti  | Arisa          | 1 981 000      | 11,61%  | [ 71 ]  |
| Media   | Media          | Media             | Media             | Media              | Media          | 1 898 000      | 10,81%  |         |

### Undicesima edizione
| Puntata | Messa in onda    | Intervistati      | Intervistati      | Intervistati      | Intervistati      | Intervistati       | Intervistati       | Intervistati       | Intervistati       | Intervistati      | Intervistati           | Intervistati           | Intervistati           | Comico            | Ascolti        | Ascolti | Ascolti |
| Puntata | Messa in onda    | Intervistati      | Intervistati      | Intervistati      | Intervistati      | Intervistati       | Intervistati       | Intervistati       | Intervistati       | Intervistati      | Intervistati           | Intervistati           | Intervistati           | Comico            | Telespettatori | Share   | Fonte   |
| ------- | ---------------- | ----------------- | ----------------- | ----------------- | ----------------- | ------------------ | ------------------ | ------------------ | ------------------ | ----------------- | ---------------------- | ---------------------- | ---------------------- | ----------------- | -------------- | ------- | ------- |
| 1       | 19 novembre 2024 | Mara Venier       | Mara Venier       | Mara Venier       | Mara Venier       | Riccardo Scamarcio | Riccardo Scamarcio | Riccardo Scamarcio | Riccardo Scamarcio | Flavia Vento      | Flavia Vento           | Flavia Vento           | Flavia Vento           | Maurizio Lastrico | 1 555 000      | 9,11%   | [ 72 ]  |
| 2       | 26 novembre 2024 | Gianmarco Tamberi | Gianmarco Tamberi | Gianmarco Tamberi | Gianmarco Tamberi | Carmen Di Pietro   | Carmen Di Pietro   | Carmen Di Pietro   | Carmen Di Pietro   | Valeria Golino    | Valeria Golino         | Valeria Golino         | Valeria Golino         | Katia & Valeria   | 1 216 000      | 7,06%   | [ 73 ]  |
| 3       | 3 dicembre 2024  | Sonia Bruganelli  | Sonia Bruganelli  | Sonia Bruganelli  | Sonia Bruganelli  | Elisabetta Canalis | Elisabetta Canalis | Elisabetta Canalis | Elisabetta Canalis | Fabio Volo        | Fabio Volo             | Fabio Volo             | Fabio Volo             | Carlo Amleto      | 1 684 000      | 9,89%   | [ 74 ]  |
| 4       | 10 dicembre 2024 | Teo Mammucari     | Teo Mammucari     | Teo Mammucari     | Tina Cipollari    | Tina Cipollari     | Tina Cipollari     | Elena Sofia Ricci  | Elena Sofia Ricci  | Elena Sofia Ricci | Valeria Bruni Tedeschi | Valeria Bruni Tedeschi | Valeria Bruni Tedeschi | –                 | 1 817 000      | 10,62%  | [ 76 ]  |
| 5       | 17 dicembre 2024 | Jovanotti         | Jovanotti         | Jovanotti         | Jovanotti         | Taylor Mega        | Taylor Mega        | Taylor Mega        | Taylor Mega        | Vittorio Feltri   | Vittorio Feltri        | Vittorio Feltri        | Vittorio Feltri        | –                 | 1 909 000      | 12,19%  | [ 77 ]  |
| Media   | Media            | Media             | Media             | Media             | Media             | Media              | Media              | Media              | Media              | Media             | Media                  | Media                  | Media                  | Media             | 1 636 000      | 9,77%   |         |

### Dodicesima edizione
| Puntata | Messa in onda  | Intervistati         | Intervistati         | Intervistati     | Intervistati   | Intervistati                | Intervistati                | Ascolti        | Ascolti | Ascolti |
| Puntata | Messa in onda  | Intervistati         | Intervistati         | Intervistati     | Intervistati   | Intervistati                | Intervistati                | Telespettatori | Share   | Fonte   |
| ------- | -------------- | -------------------- | -------------------- | ---------------- | -------------- | --------------------------- | --------------------------- | -------------- | ------- | ------- |
| 1       | 29 aprile 2025 | Sabrina Impacciatore | Sabrina Impacciatore | Marcell Jacobs   | Marcell Jacobs | Nathalie Guetta             | Nathalie Guetta             | 1 478 000      | 9,10%   | [ 78 ]  |
| 2       | 6 maggio 2025  | Alessandro Preziosi  | Alessandro Preziosi  | Paola Iezzi      | Paola Iezzi    | Milly D'Abbraccio           | Milly D'Abbraccio           | 1 204 000      | 6,40%   | [ 79 ]  |
| 3       | 20 maggio 2025 | Michele Morrone      | Floriana Secondi     | Floriana Secondi | Raz Degan      | Raz Degan                   | Benedetta Rossi             | 1 412 000      | 9,90%   | [ 80 ]  |
| 4       | 27 maggio 2025 | Mario Balotelli      | Mario Balotelli      | Lunetta Savino   | Lunetta Savino | Massimo Ferrero             | Massimo Ferrero             | 1 592 000      | 10,10%  | [ 81 ]  |
| 5       | 3 giugno 2025  | Bianca Balti         | Bianca Balti         | Guè              | Guè            | Lucrezia Lante della Rovere | Lucrezia Lante della Rovere | 1 468 000      | 9,70%   | [ 82 ]  |
| Media   | Media          | Media                | Media                | Media            | Media          | Media                       | Media                       | 1 431 000      | 9,04%   |         |

## Ascolti
| Edizione | Rete  | Anno | Stagione          | Programmazione | Programmazione | Programmazione | Programmazione | Programmazione | Programmazione | Programmazione | Collocazione   | Telespettatori | Share   | Première       | Première | Finale         | Finale |
| Edizione | Rete  | Anno | Stagione          | L              | M              | M              | G              | V              | S              | D              | Collocazione   | Telespettatori | Share   | Telespettatori | Share    | Telespettatori | Share  |
| -------- | ----- | ---- | ----------------- | -------------- | -------------- | -------------- | -------------- | -------------- | -------------- | -------------- | -------------- | -------------- | ------- | -------------- | -------- | -------------- | ------ |
| 1ª       | Nove  | 2018 | inverno-primavera |                |                |                |                |                |                |                | seconda serata | 140 000        | 1,05%   | 199 000        | 1,30%    | 100 000        | 0,90%  |
| 2ª       | Nove  | 2018 | primavera-estate  |                |                | 200 000        | 1,15%          | 244 000        | 179 000        | 1,10%          | seconda serata |                |         |                | 1,30%    |                |        |
| 3ª       | Nove  | 2018 | autunno-inverno   | 242 000        | 1,53%          | 293 000        | 1,70%          | N.D.           | N.D.           |                | seconda serata |                |         |                |          |                |        |
| 4ª       | Nove  | 2019 | primavera         | 208 000        | 1,85%          | 230 000        | 1,30%          | 185 000        | 2,40%          |                | seconda serata |                |         |                |          |                |        |
| 5ª       | Rai 2 | 2021 | primavera-estate  | 518 000        | 3,61%          | 512 000        | 3,00%          | 529 000        | 4,30%          |                | seconda serata |                |         |                |          |                |        |
| 6ª       | Rai 2 | 2022 | inverno-primavera | 436 000        | 2,99%          | 438 000        | 2,88%          | 537 000        | 3,61%          |                | seconda serata |                |         |                |          |                |        |
| 7ª       | Rai 2 | 2022 | autunno           |                |                | [ 83 ]         |                | 405 000        | 4,56%          | 369 000        | seconda serata | 5,84%          | 620 000 | 4,60%          |          |                |        |
| 8ª       | Rai 2 | 2023 | inverno           |                |                | prima serata   | 997 000        | 5,52%          | 839 000        | 4,53%          | 1 209 000      | 7,26%          |         |                |          |                |        |
| 9ª       | Rai 2 | 2023 | autunno           | 1 186 000      | 7,17%          | prima serata   | 1 637 000      | 10,00%         | 923 000        | 5,79%          |                |                |         |                |          |                |        |
| 10ª      | Rai 2 | 2024 | primavera         | 1 898 000      | 10,81%         | prima serata   | 1 815 000      | 10,38%         | 1 981 000      | 11,61%         |                |                |         |                |          |                |        |
| 11ª      | Rai 2 | 2024 | autunno           | 1 636 000      | 9,77%          | prima serata   | 1 555 000      | 9,11%          | 1 909 000      | 12,19%         |                |                |         |                |          |                |        |
| 12ª      | Rai 2 | 2025 | primavera         | 1 431 000      | 9,04%          | prima serata   | 1 478 000      | 9,10%          | 1 468 000      | 9,70%          |                |                |         |                |          |                |        |

## Accoglienza
Beatrice Dondi de L'Espresso definisce l'intervistatrice «capace di agire per sottrazione, poche parole, molto incisive, nessuno sguardo ammiccante, frasi secche e concise» con capacità di dare «poche concessioni al sentimentalismo e attenzione reale alle domande». Dondi sottolinea che, sebbene «l'operazione maieutica... non sempre funziona», quando viene messa in atto correttamente «Fagnani non ha rivali». Anche Antonio Dipollina de La Repubblica rimane colpito dall'affinata «tecnica e preparazione» di Fagnani, in grado di «esercitare la funzione delle interviste faccia a faccia cercando di renderle il meno scontate possibile, il meno noiose possibile». Tuttavia il giornalista sottolinea che la conduttrice dia al pubblico «l’impressione di aver timore che l’intervista in corso non sia nei canoni trasgressivi dichiarati» per non rischiare di cadere in un programma che nel corso delle edizioni diverrà «naturale e ovvio».
Simone de Gregorio di TV Sorrisi e Canzoni riporta che la giornalista sia in grado di «scavare nell’anima di chi ha di fronte, facendone emergere i lati più inediti e sconosciuti». Marzia Apice dell'ANSA descrive lo stile di conduzione di Fagnani come «ironico e graffiante» affermando che sia «difficile sedersi sullo sgabello di Belve, e non solo perché è scomodo, ma perché bisogna accettare un'intervista che è una sorta di braccio di ferro». Anche Il Messaggero riporta che il programma sia «il salotto più temuto dei personaggi dello spettacolo, e non solo», poiché la conduttrice non fa sconti a nessuno. Andrea Parrella di Fanpage.it scrive che il programma rappresenti «l'antitesi della TV generalista» e vi si evinca «l'importanza della frammentazione» attraverso «interviste lunghe che si prestano perfettamente alla logica dello spacchettamento». Parrella sottolinea inoltre che Belve sia «la traduzione televisiva del formato di maggiore successo di questo momento: il podcast» grazie a cui la giornalista «fa gossip senza fare gossip».
Di diverso avviso è Selvaggia Lucarelli, secondo cui Fagnani sarebbe più interessata al fatto che «i suoi ospiti dicano qualcosa che poi sarà rilanciato da siti, social e giornali» più che a fare un programma «godibile nella sua interezza». Andrea Fagioli di Avvenire sottolinea che nelle stagioni Rai la conduttrice «sembra accontentarsi, cosciente forse di essere ormai lei stessa un personaggio», trovando che le domande «scivolano su questioni non proprio di livello» e che gli interventi esterni appaiano «slegati dal resto del programma». Francesca D'Angelo di Rolling Stone Italia afferma che, sebbene si tratti dell’unico programma di interviste che «ci ricorda che il problema non sono mai le domande, bensì le risposte», «il rischio è che si innesti l’effetto Grande Fratello: i concorrenti recitano a soggetto e lo spettacolo perde d’interesse».
Nel 2021 il programma viene inserito tra i migliori della stagione televisiva secondo Panorama e Vanity Fair Italia.

## Parodie
Tra ottobre e novembre 2022, ancora prima della partenza della settima edizione di Belve, nel programma di Rai 2 Stasera tutto è possibile è stata presente una parodia dal titolo Bestie con l'imitazione di Francesca Fagnani da parte del comico Vincenzo De Lucia. Durante l'ultima puntata della stagione è stata ospite la stessa Fagnani. La stessa parodia è stata riproposta tra il febbraio e il marzo 2023 sempre nella stessa trasmissione. Lo stesso De Lucia entra a far parte del cast a partire dalla nona edizione del programma originale.
Un'altra parodia, Belvo, è presente all'interno del programma Viva Rai2!, con Fiorello nei panni del Belvo Franco Fagnano.
Nel 2023 in una puntata del programma di Rai 3 Splendida cornice, in occasione della Fagnani ospite, è stata realizzata una parodia dal titolo Cuccioli per un'intervista tra la conduttrice Geppi Cucciari e la conduttrice del programma originale. Il successivo 20 aprile sempre nella stessa trasmissione è stata realizzata un'altra parodia dal titolo Bestie, questa volta con ospite Luciana Littizzetto.
All'interno del programma GialappaShow, trasmesso da TV8, è presente la parodia Berve, interpretata da Valentina Barbieri.
Il 28 aprile 2024, all'interno della 24ª puntata di Che tempo che fa, Luciana Littizzetto ha intervistato a modo suo Francesca Fagnani, nella parodia La Belva e La Bestia.

## Spin-off

### Belve Crime
Fin dai suoi esordi come giornalista Francesca Fagnani si è occupata di cronaca, anche nera, legata soprattutto alla criminalità organizzata. In questo senso, anche nelle prime edizioni di Belve, ha occasionalmente intervistato figure di quel mondo, come Cristina Pinto o Anna Carrino, prima di indirizzare il programma essenzialmente sulla cronaca rosa. Il 10 giugno 2025 è andata in onda la puntata pilota di uno spin-off di Belve dedicato a interviste a personaggi della cronaca nera, intitolato Belve Crime.

#### Edizioni
| Edizione       | Conduzione        | Periodo        | Periodo        | Puntate | Cast          | Cast          | Studio                                          | Emittente | Emittente | Regia          |
| Edizione       | Conduzione        | Inizio         | Fine           | Puntate | Cast          | Cast          | Studio                                          | Rete      | Streaming | Regia          |
| -------------- | ----------------- | -------------- | -------------- | ------- | ------------- | ------------- | ----------------------------------------------- | --------- | --------- | -------------- |
| Puntata pilota | Francesca Fagnani | 10 giugno 2025 | 10 giugno 2025 | 1       | Stefano Nazzi | Stefano Nazzi | Studio 3 degli Studi televisivi Fabrizio Frizzi | Rai 2     | RaiPlay   | Mauro Stancati |

##### Puntata pilota
| Puntata | Messa in onda  | Intervistati | Intervistati     | Intervistati | Ascolti        | Ascolti | Ascolti |
| Puntata | Messa in onda  | Intervistati | Intervistati     | Intervistati | Telespettatori | Share   | Fonte   |
| ------- | -------------- | ------------ | ---------------- | ------------ | -------------- | ------- | ------- |
| 1       | 10 giugno 2025 | Tamara Ianni | Massimo Bossetti | Eva Mikula   | 1 570 000      | 12,40%  | [ 96 ]  |